# 2015 en jeu vidéo
| Années du jeu vidéo : 2012 - 2013 - 2014 - 2015 - 2016 - 2017 - 2018    |
| Décennies du jeu vidéo : 1980 - 1990 - 2000 - 2010 - 2020 - 2030 - 2040 |

Cet article présente les faits marquants de l'année 2015 concernant le jeu vidéo.

## Événements
- 13 février : Sortie de la New Nintendo 3DS en Europe.
- 20 mars : Sortie de la PlayStation 4 et de la PlayStation Vita en Chine.
- 11 juillet : Décès du PDG de Nintendo Co. Ltd, Satoru Iwata
- 31 octobre : Finale du 5e championnat du monde de League of Legends en Allemagne, qui bat le record historique du nombre de spectateur en ligne précédemment détenu par le championnat du monde de la saison 3 (2013), avec un total de 36 millions de vues et un pic d'audience de 14 millions de vues[1].

### Salons et manifestations
- 6 mars - 8 mars : Japan Expo Sud à Marseille
- 8 mai - 10 mai : DreamHack à Tours
- 16 juin - 18 juin : Electronic Entertainment Expo 2015  à Los Angeles
- 5 août - 9 août : Gamescom à Cologne
- 17 septembre - 20 septembre : Tokyo Game Show à Tokyo
- 28 octobre - 1 novembre : Paris Games Week à Paris
- 6 novembre - 7 novembre : BlizzCon à Anaheim
- 5 décembre - 6 décembre : PlayStation Experience à San Francisco

## Jeux notables
Principaux jeux notables sortis en 2015 :
- Alone in the Dark: Illumination (PC)
- Axiom Verge (Linux, OS X, Windows, PS4)
- Assassin's Creed Syndicate (PC, PS4, Xbox One)
- Aviary Attorney (PC)
- Batman: Arkham Knight (PC, PS4, Xbox One)
- Battlefield Hardline (PS3, Xbox 360, Xbox One, PS4, PC)
- Bloodborne (PS4)
- Bravely Second (Nintendo 3DS)
- Broforce (PS4, Linux, OS X, Windows)
- Call of Duty: Black Ops III (PC, PS3, PS4, Xbox 360, Xbox One)
- Cities Skylines (PC)
- Crypt of the NecroDancer (Linux, OS X, Windows)
- Code Name: S.T.E.A.M. (Nintendo 3DS)
- Cross of the Dutchman (PC, PS3, Xbox 360)
- Digimon Story: Cyber Sleuth (PS Vita)
- Dragon Ball Xenoverse (PS3, PS4, Xbox 360, Xbox One)
- Dying Light (PS3, PS4, Xbox 360, Xbox One, PC)
- Evolve (PC, PS4, Xbox One)
- Fallout 4 (PC, PS4, Xbox One)
- FIFA 16 (PC, PS3, PS4, Xbox 360, Xbox One)
- Fire Emblem Fates (Nintendo 3DS)
- Forza Motorsport 6 (Xbox One)
- Grand Theft Auto V (PC)
- Guns and Robots (PC)
- Halo 5: Guardians (Xbox One)
- Her Story (iOS, OS X, Windows)
- Hotline Miami 2: Wrong Number (PS3, PS4, PS Vita, Linux, OS X, Windows)
- Hyperdimension Neptunia Re;Birth 3 V Generation (PS Vita)
- Invisible, Inc. (Linux, OS X, Windows)
- Just Cause 3 (PC, PS4, Xbox One)
- Just Dance 2016
- Kirby et le Pinceau arc-en-ciel (Wii U)
- Life is Strange (PS3, Xbox 360, Xbox One, PS4, PC)
- Mad Max (PS4, Xbox One, PC)
- Mario and Luigi: Paper Jam Bros. (Nintendo 3DS)
- Mario Party 10 (Wii U)
- Mario Tennis: Ultra Smash (Wii U)
- Mario vs. Donkey Kong: Tipping Stars (Nintendo 3DS, Wii U)
- Megadimension Neptunia Victory II (PS4)
- Metal Gear Solid V: The Phantom Pain (PS3, PS4, Xbox 360, Xbox One, PC)
- Might and Magic: Heroes VII (PC)
- Monster Hunter 4 Ultimate (Nintendo 3DS)
- Mortal Kombat X (PS4, Xbox One, Windows)
- Need for Speed (PC, PS4, Xbox One)
- Ori and the Blind Forest (Xbox One, Xbox 360, Windows)
- Pillars of Eternity (Linux, OS X, Windows)
- Prison Architect (Linux, OS X, Windows, iOS, Android)
- Pro Evolution Soccer 2016 (PC, PS3, PS4, Xbox 360, Xbox One)
- Project CARS (PS4, Xbox One, Windows)
- Rainbow Six: Siege (PS4, Xbox One, PC)
- Resident Evil HD (PS3, PS4, Xbox 360, Xbox One, Windows)
- Resident Evil: Revelations 2 (PS3, PS4, PS Vita, Xbox 360, Xbox One, Windows)
- Rise of the Tomb Raider (Xbox One, Xbox 360)
- Rocket League (PlayStation 4, Xbox One, Windows)
- Senran Kagura Estival Versus (PS Vita, PS4)
- Skylanders: SuperChargers (PS3, PS4, Xbox 360, Xbox One, Wii, Wii U, Nintendo 3DS, Windows)
- Soma (PS4)
- Splatoon (Wii U)
- Super Mario Maker (Wii U)
- Star Wars: Battlefront (PC, PS4, Xbox One)
- Sword Art Online: Lost Song (PS3, PS4, PS Vita)
- Tales of Zestiria (PS3, PS4, PC)
- The Legend of Zelda: Majora's Mask 3D (Nintendo 3DS)
- The Legend of Zelda: Tri Force Heroes (Nintendo 3DS)
- The Order: 1886 (PS4)
- The Witcher 3: Wild Hunt (PC, PS4, Xbox One)
- Titan Souls (OS X, PS4, PS Vita, Windows)
- Undertale (OS X, Windows)
- Until Dawn (PS4)
- Wakfu Raiders (Android, iOS)
- Warhammer 40,000: Eternal Crusade (PC, PS4, Xbox One)
- Xenoblade Chronicles X (Wii U)
- Yoshi's Woolly World (Wii U)

## Meilleures ventes

### Meilleures ventes de jeux vidéo en France en 2015
| Classement | Titre                                | Editeur                    | Unités Vendues |
| ---------- | ------------------------------------ | -------------------------- | -------------- |
| 1.         | FIFA 16                              | Electronic Arts            | 1 272 498      |
| 2.         | Call of Duty: Black Ops III          | Activision Blizzard        | 1 082 123      |
| 3.         | Grand Theft Auto V                   | Take-Two Interactive       | 584 081        |
| 4.         | Minecraft                            | Microsoft / Sony           | 418 248        |
| 5.         | FIFA 15                              | Electronic Arts            | 405 830        |
| 6.         | Star Wars Battlefront                | Electronic Arts            | 381 492        |
| 7.         | Pokémon rubis oméga et Saphir Alpha  | Nintendo                   | 308 272        |
| 8.         | Fallout 4                            | Bethesda Softworks         | 273 476        |
| 9.         | The Witcher 3: Wild Hunt             | Bandai Namco Entertainment | 273 389        |
| 10.        | Battlefield Hardline                 | Electronic Arts            | 246 312        |
| 11.        | Call of duty: Advanced Warfare       | Activision Blizzard        | 244 978        |
| 12.        | Just Dance 2016                      | Ubisoft                    | 235 743        |
| 13.        | Animal Crossing: Happy Home Designer | Nintendo                   | 229 489        |
| 14.        | Assassin’s Creed Syndicate           | Ubisoft                    | 227 017        |
| 15.        | Splatoon                             | Nintendo                   | 205 058        |
| 16.        | Far Cry 4                            | Ubisoft                    | 202 258        |
| 17.        | Farming Simulator 15                 | Focus Home Interactive     | 196 252        |
| 18.        | Super Smash Bros.                    | Nintendo                   | 188 812        |
| 19.        | Batman: Arkham Knight                | Warner Bros. Games         | 186 157        |
| 20.        | Metal Gear Solid V: The Phantom Pain | Konami                     | 183 110        |

Source : GfK / Données panel marché physique à fin 2015

### Ventes de consoles en France
Chiffres des consoles de jeux vidéo vendues en France,,.
| Classement | Console              | Constructeur | Unités vendues | PDM  |
| ---------- | -------------------- | ------------ | -------------- | ---- |
| 1          | PlayStation 4        | Sony         | 1 051 000      | 43%  |
| 2          | Nintendo 3DS         | Nintendo     | 686 000        | 28%  |
| 3          | Xbox one             | Microsoft    | 298 000        | 12%  |
| 4          | Wii U                | Nintendo     | 228 000        | 9%   |
| 5          | PlayStation 3        | Sony         | 80 000         | 3%   |
| 6          | PlayStation Vita     | Sony         | 61 000         | 2%   |
| 7          | Xbox 360             | Microsoft    | 30 000         | 1%   |
| 8          | PlayStation Portable | Sony         | 19 000         | 1%   |
| 9          | Autres               | -            | 13 000         | 1%   |
|            | Total                | -            | 2 466 000      | 100% |